# Долна
Долна (рум. Dolna) — село у Страшенському районі Молдови. Утворює окрему комуну.

## Населення
За даними перепису населення 2004 року у селі проживали 1155 осіб.
Національний склад населення села:
| Національність       | Кількість осіб | Відсоток |
| -------------------- | -------------- | -------- |
| молдавани            | 1139           | 98,6%    |
| українці             | 8              | 0,7%     |
| росіяни              | 3              | 0,3%     |
| інша / без відповіді | 5              | 0,4%     |
| Всього               | 1155           | 100%     |